# Weschnitzaue von Rimbach und Mörlenbach
Das Weschnitzaue von Rimbach und Mörlenbach ist ein Naturschutzgebiet in den Gemeinden Rimbach und Mörlenbach im hessischen Landkreis Bergstraße.

## Lage
Das Naturschutzgebiet Weschnitzaue von Rimbach und Mörlenbach befindet sich im Weschnitztal im Naturraum Odenwald-Neckartal des Sandsteinodenwalds. Das Gebiet umfasst rund 900 Meter Weschnitzaue ab dem südlichen Ortsrand von Rimbach bis zur Einmündung des Zotzenbachs von links sowie die Auwiesen eines unbenannten, rechten Bachzulaufs, die sich etwa 600 Meter entlang der Gemarkungsgrenze von Rimbach und Mörlenbach nach Westen erstrecken.
Das Weschnitztal bei Rimbach ist ein weites, in Nord-Süd-Richtung verlaufendes Muldental, das sich in Richtung Mörlenbach zwischen Weschberg und Kreuzberg verengt. Das Schutzgebiet umfasst das Weschnitztal fast auf ganzer Breite und spart nur die östlich verlaufende B 38 aus sowie die Trasse der Weschnitztalbahn am westlichen Talrand.
Das Schutzgebiet liegt im Geo-Naturpark Bergstraße-Odenwald. Das FFH-Gebiet Oberlauf der Weschnitz und Nebenbäche durchzieht das Gebiet, es umfasst den Bachkörper der Weschnitz.

## Naturschutzgebiet
Das Weschnitzaue von Rimbach und Mörlenbach mit einer Größe von etwa 9,3 Hektar wurde 1981 unter Schutz gestellt.
Das Schutzgebiet dient der Erhaltung und Sicherung eines ökologisch wertvollen Abschnitts der Weschnitzaue innerhalb des Naturraums Vorderer Odenwald. Der Schutz gilt insbesondere den artenreichen Auenwiesen, Feuchtbrachen, Röhrichten und Rieden sowie der naturnah mäandrierenden Weschnitz mit ihrem weitgehend intakten Ufergehölzbestand und Ufersäumen. Pflegeziel ist die Extensivierung der Wiesennutzung, die Rückführung von Ackerflächen in Grünland und die Förderung und Wiederherstellung naturnaher Bachbiozönosen.

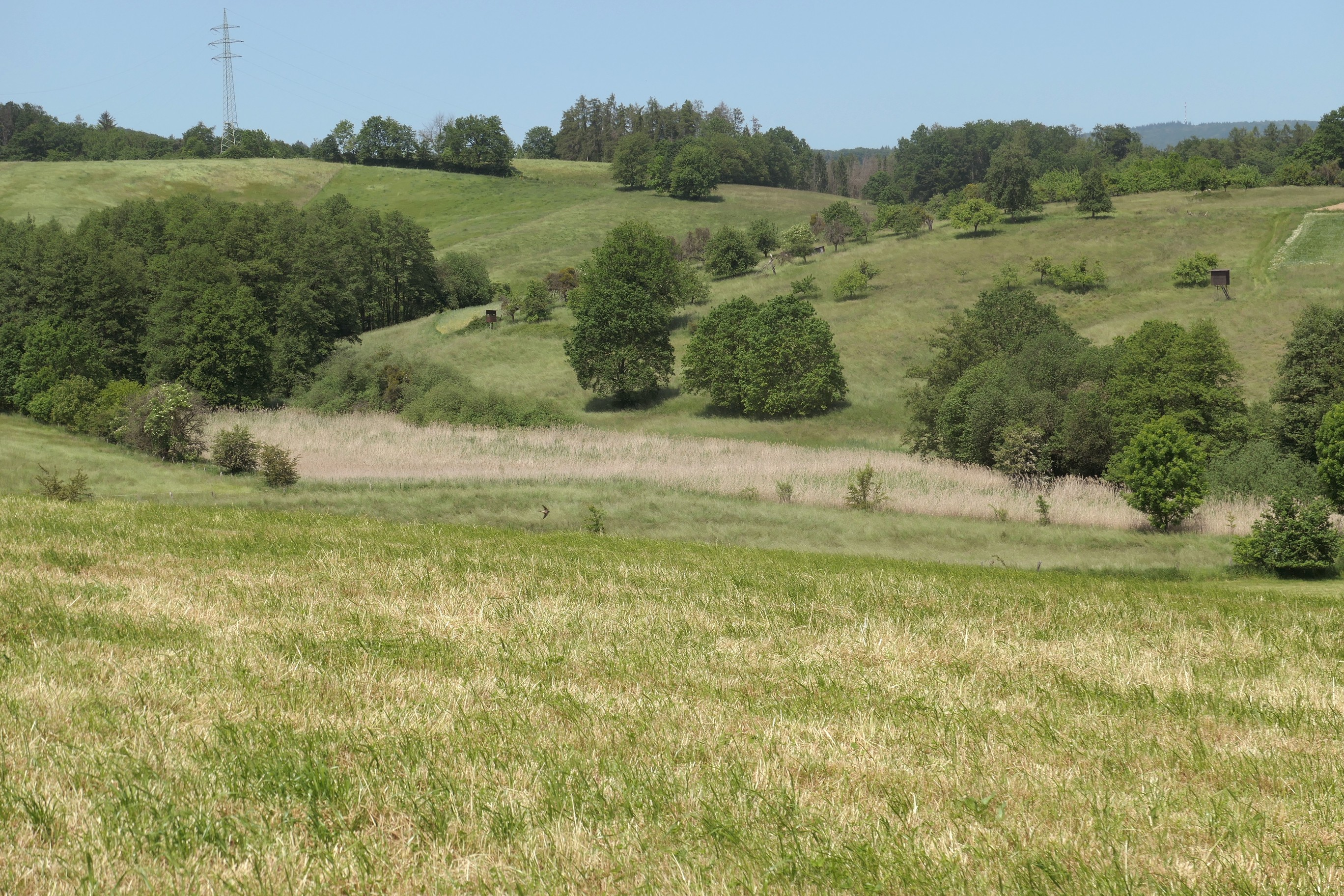
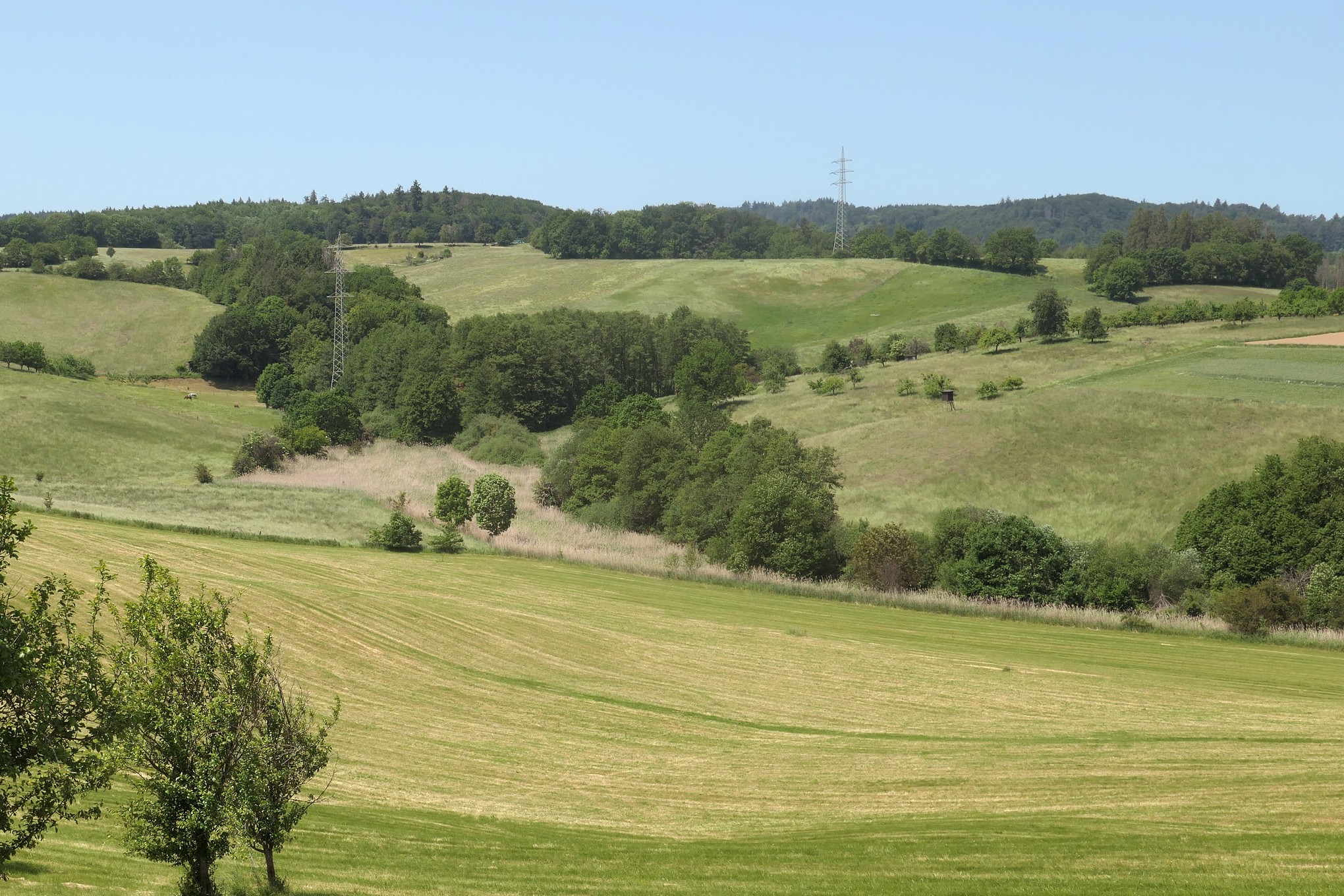
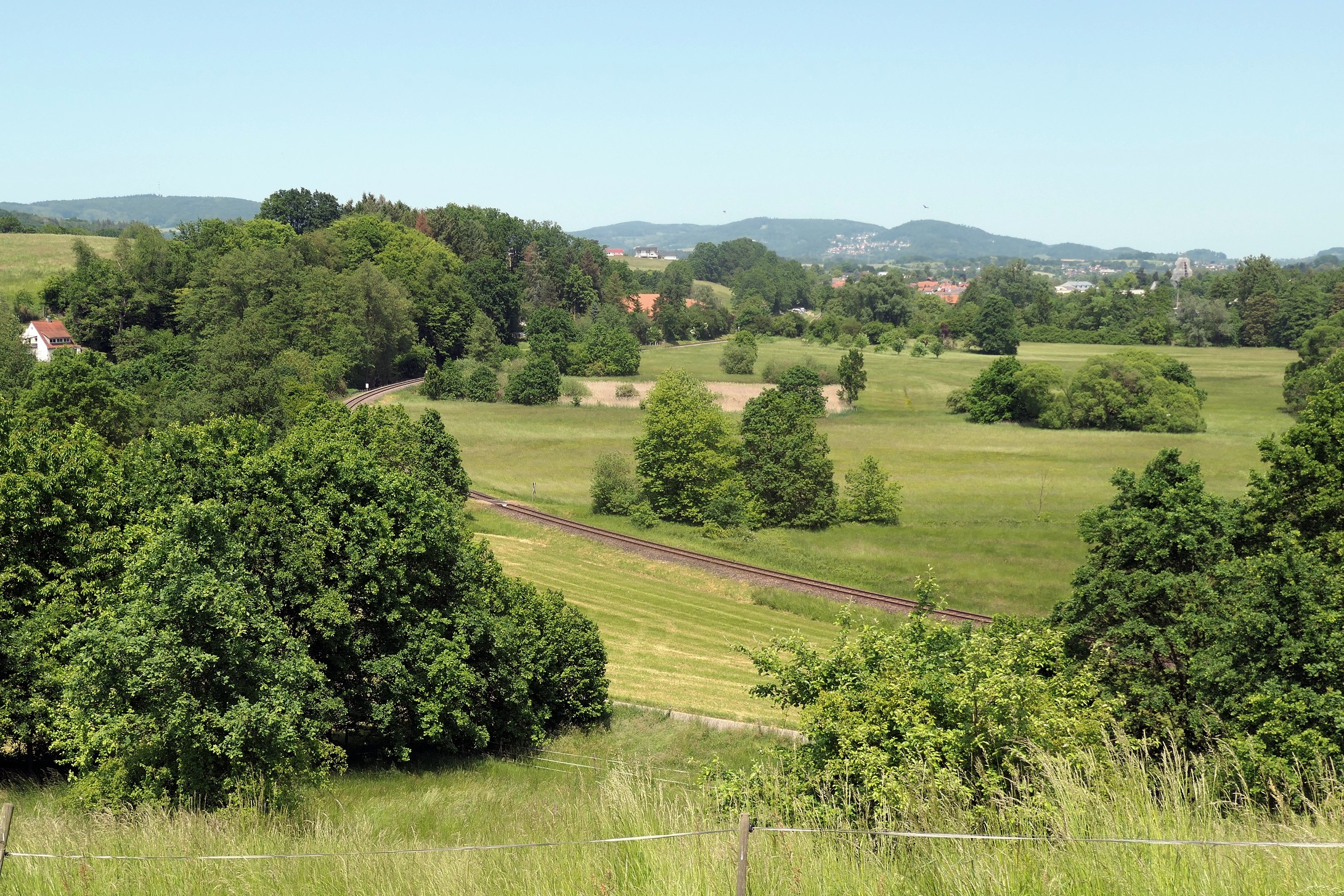
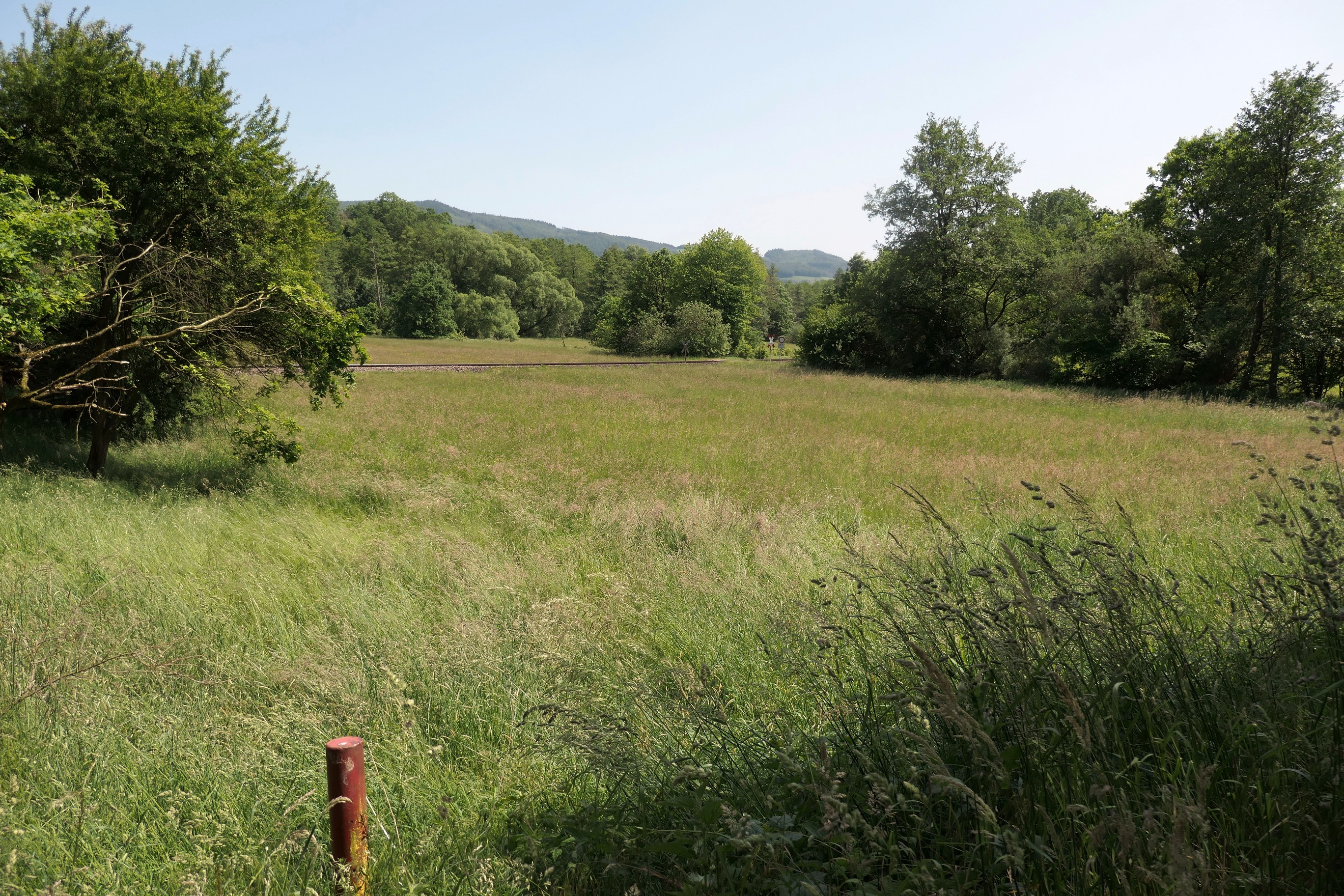
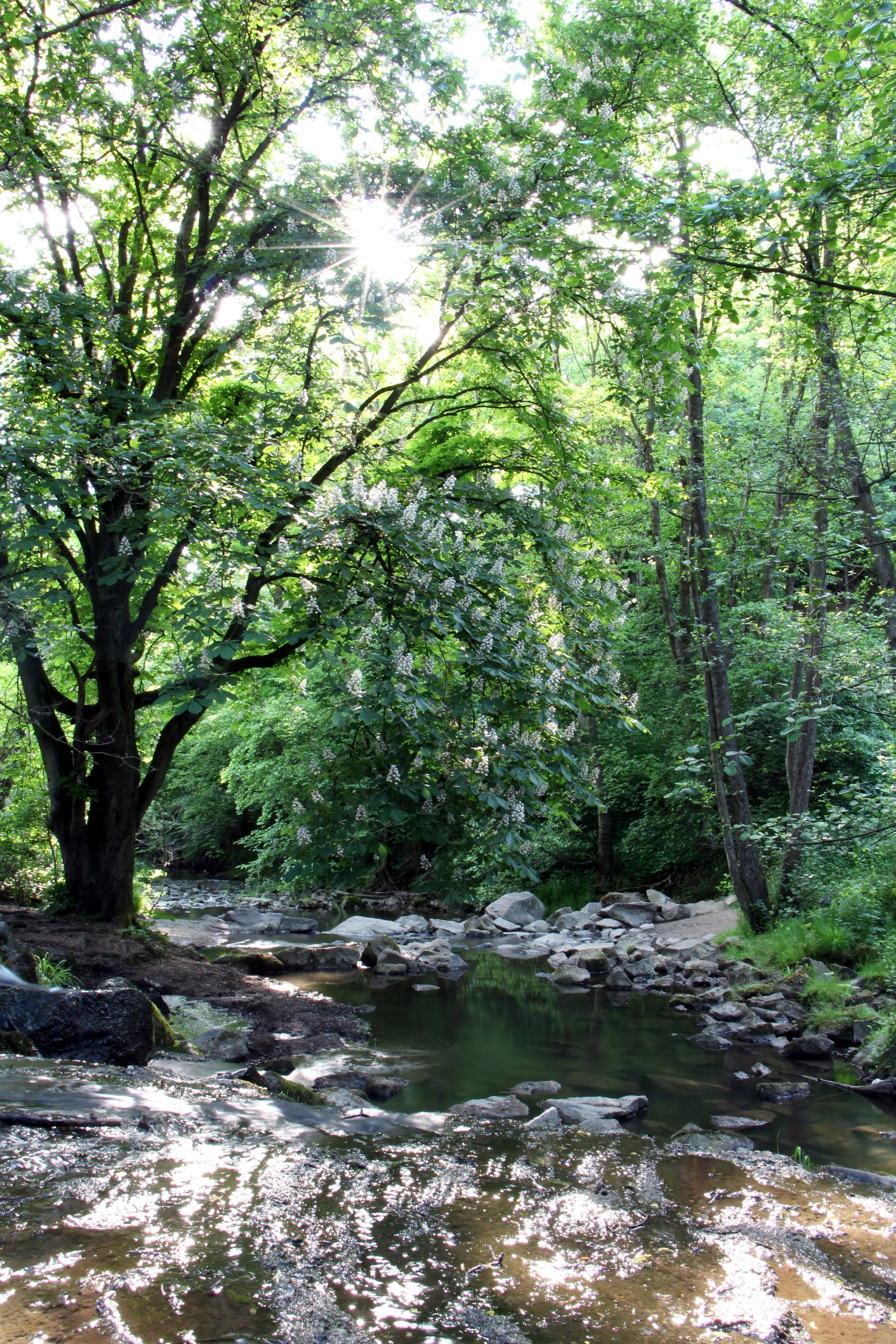
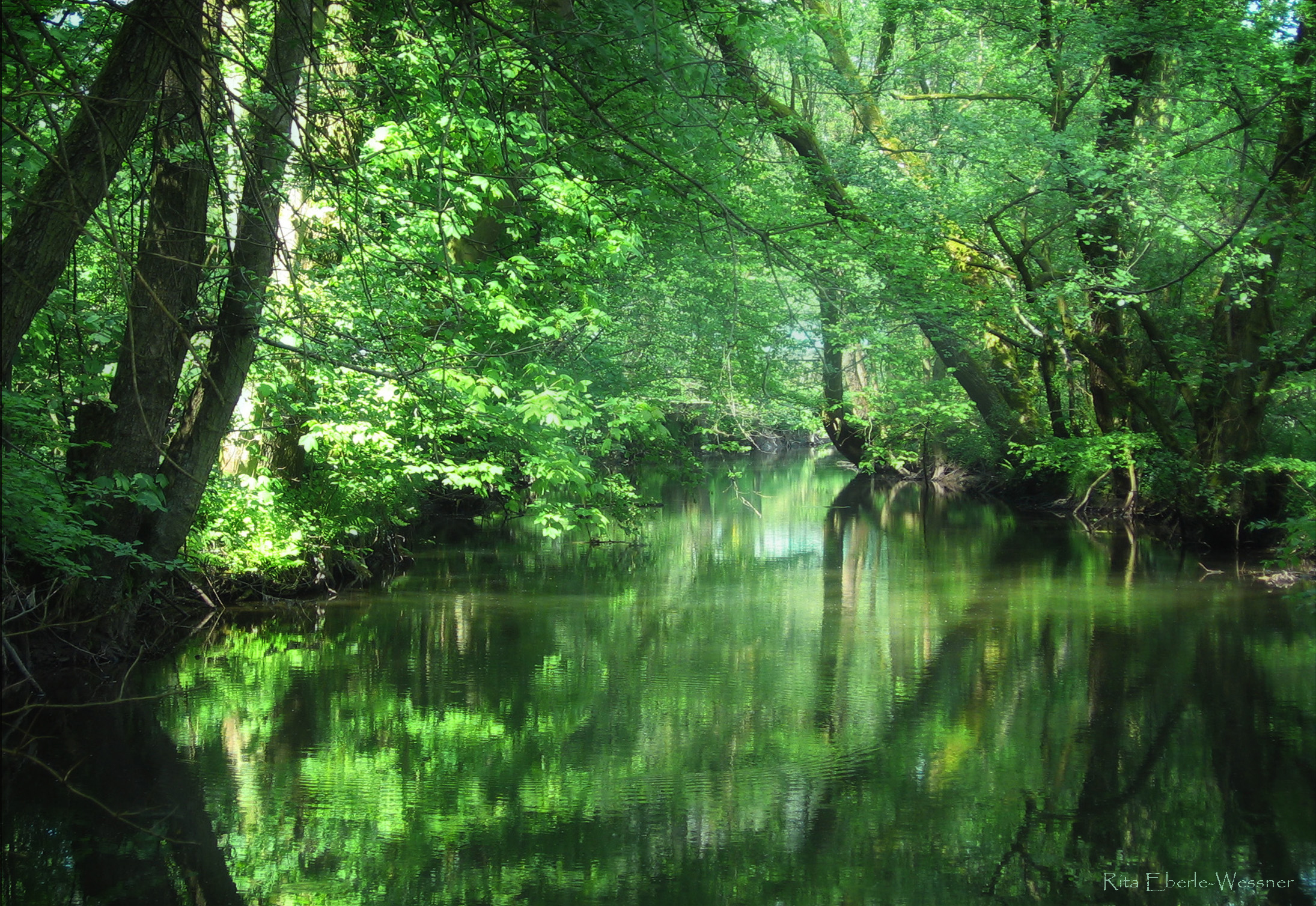